# Программа максимум
«Програ́мма ма́ксимум» — российская телепередача, выходившая на НТВ с 9 апреля 2005 по 22 декабря 2012 года, являлась одним из наиболее рейтинговых программ телеканала. Ведущий — Глеб Пьяны́х. Программа выходила по субботам в 20:05, потом некоторое время в 20:00, а затем в 19:55, сразу после программы «Профессия — репортёр». Девиз передачи — «Скандалы, интриги, расследования. Показать всё, что скрыто». Рабочее название программы — «Глазами Пьяных». С сентября 2009 года у неё также был другой слоган — «Расследования, которые касаются каждого», но чаще всего он использовался в печатных программах передач.
Телепередача являлась частью специального проекта авторских программ НТВ под условным названием «Репортажи и наблюдения», в который входят такие передачи, как: «Главный герой», «Профессия — репортёр», «Русские сенсации», «И снова здравствуйте!».

## История
В июне 2004 года, после закрытия на НТВ программы Леонида Парфёнова «Намедни», творческий коллектив программы раскололся на несколько частей. Одна часть постоянных авторов программы отправилась работать в «Страну и мир», другая — в переформатированную «Профессию — репортёр», а шеф-редактор программы Николай Картозия и её продюсер Сергей Евдокимов долгое время оставались не у дел. Известно, что примерно в это же время Картозия и Евдокимов ходили к генеральному директору НТВ Владимиру Кулистикову с концепцией воскресной информационной программы, вести которую должен был журналист «Коммерсанта» Андрей Колесников, но от этой идеи он отказался. В ответ Кулистиков предложил кандидатуру Глеба Пьяных, тогда — ведущего программы «Вести+» на государственном канале «Россия».
Проект был запущен в эфир на волне успеха программы «Профессия — репортёр», благодаря которой субботний вечер стал праймовым временем на канале. Успех объяснялся тем, что вместо художественных фильмов и сериалов, шедших на НТВ в этот временной промежуток в предыдущих телесезонах, в сезоне 2004/2005 годов появился блок информационно-публицистических программ, стабильно приносивший телеканалу высокие рейтинги. Он открывался вечерним выпуском программы «Сегодня» в 19:00, а продолжался «Профессией — репортёр» и «Программой максимум».
С 2006 года программа стала выпускаться новой Дирекцией праймового вещания НТВ.
Тогдашний руководитель этой дирекции Николай Картозия рассказывал, что «Программа максимум» возникла из «отдела адского трэша программы „Намедни“», в котором готовили подводки для анонсов, а девиз программы «Скандалы, интриги, расследования» является переработанным слоганом «Намедни» образца 2001—2004 годов — «События, люди, явления за неделю». Создатели передачи часто иронически называли «Программу Максимум» «программой „Намедни“ для бедных».
До начала 2012 года редакция программы размещалась на 9-м этаже телецентра «Останкино», в помещении бывшей корреспондентской комнаты Службы информации НТВ с компьютерами, подключёнными к каналам информагентств, затем — редакции программы «Намедни». С 2012 года это помещение занимала редакция шоу «Вечерний Ургант». К концу существования программы её редакция переехала на 6-й этаж телецентра, наряду с проектами «Профессия — репортёр» и «Русские сенсации».

## Описание
В программе ведущий берет на себя роль «разгребателя грязи», задача которого раскопать то, что другие пытаются скрыть, показать подноготную событий. Он не взирает на высокие должности, чины и условности в своём стремлении добиться правды и разоблачить корыстный интерес и коррупцию. Авторами идеи программы являются менеджеры НТВ Николай Картозия и Сергей Евдокимов (последний также был первым шеф-редактором программы). Среди тем репортажей для программы были разоблачения чиновников и коррупционеров, скандалы в сфере шоу-бизнеса, бунт в Копейской тюрьме и другие. Одно время существовала рубрика «Рейтинг скандалов». Подбор тем в программе часто подвергался критике как со стороны телекритиков, так и со стороны телезрителей. Некоторые рецензенты отмечали эклектичный формат передачи, в которой, по сути дела, смешались элементы из самых разных проектов: «Сам себе режиссёр», «Вы — очевидец», «Чистосердечное признание» и «Дорожный патруль».
Как и у любого проекта Дирекции праймового вещания, по окончании программы демонстрировались титры с указанием корреспондентов и съёмочной группы.
Программа стала одним из немногих оригинальных проектов, созданных на российском телевидении, права на производство которого были приобретены за рубежом (украинская версия программы).
Образ ведущего программы Глеба Пьяных был придуман Николаем Картозией. В первых выпусках передачи интонация Глеба Пьяных была спокойной и неторопливой, но по мере роста темпа монтажа видеосюжетов авторы передачи приняли решение усилить подачу материала. Для реализации этой идеи ведущему необходимо было говорить быстрее и эмоциональнее. Так получили широкую известность его специфическая интонация голоса и артикуляционные жесты.
Выпуск передачи состоит из нескольких сюжетов определённой тематики. Постоянные корреспонденты, которые являются авторами сюжетов, ведут репортажи «с места событий».

## Резонансные эпизоды
Программа неоднократно становилась объектом судебных разбирательств. В разное время на неё подавали в суд президент Башкирии Муртаза Рахимов (например, по мнению Рахимова, в программе от 27 января 2007 года были озвучены спорные факты и домыслы о связи бизнеса и власти, а также о занятиях президента другой оплачиваемой деятельностью в нарушение закона) и компания-производитель военной формы БТК Групп (по мнению авторов программы, форма производства этой компании стала единственной причиной смерти солдата Ужурского ракетного соединения). Для получения комментариев известных людей сотрудникам «Программы максимум» часто приходилось представляться сотрудниками программы «Сегодня», поскольку со многими знаменитостями за годы существования редакция испортила отношения за счёт трансляции в эфире компрометирующих материалов.
В сентябре 2012 года получил огласку инцидент в Волгоградском комитете по ветеринарии. Съёмочная группа программы во главе с корреспондентом Андреем Сухановым ворвалась в здание комитета вместе с поросёнком с целью взять интервью у председателя комитета Галины Аликовой. Правоохранительные органы увидели в этом инциденте признаки неуважения к окружающим и расценили поступок съемочной группы НТВ как мелкое хулиганство, доставили в 4-е отделение полиции Волгограда, а после — препроводили нарушителей в суд. По решению суда выходка съёмочной группы не была признана хулиганской, так как «журналист Андрей Суханов при помощи поросёнка хотел более объёмно раскрыть суть сюжета». Темой материала для «Программы максимум» было «массовое убийство» животных в частных подсобных хозяйствах региона в связи с опасным вирусом.
По итогам судебного разбирательства журналисты НТВ должны были выплатить штраф в размере 2000 рублей (1000 рублей должен был выплатить корреспондент, и ещё 1000 — оператор), а поросёнка уничтожили.
Также в сентябре 2005 года резонанс вызывал показанный в этой программе в вечернее время фрагмент из т. н. «политического порнофильма» Алексея Митрофанова «Юля», в котором были задействованы актёры, внешне напоминающие Михаила Саакашвили и Юлию Тимошенко.

## Закрытие
7 декабря 2012 года стало известно, что программа будет закрыта вместо викторины «Своя игра». Причина закрытия неизвестна. Среди возможных причин называют низкие рейтинги последних выпусков программ и уход команды Картозии с НТВ. Последний выпуск вышел 22 декабря 2012 года.

## Пародии
- Вследствие того, что ведущий «Программы максимум» имеет специфическую интонацию голоса и артикуляцию, а также привычку повторять одни и те же фразы, например: «… до сих пор остается загадкой», «кто понесет ответственность?», передача стала объектом пародий нескольких российских юмористических шоу, например, «Большая разница» на Первом канале, а также проект «Мульт личности» на Первом канале (эпизод из выпуска от 25 декабря 2011 года).
- В КВН на Первом канале показывалась пародия на эту передачу командой «Триод и диод» в Премьер-лиге, в 2008 году под названием «Программа Махимум»[40].
- Пародии на передачу были своеобразной визитной карточкой Таира Мамедова — резидента «Comedy Club» на ТНТ[41].

## Критика
Ещё в период существования «Программы максимум» на российских телеканалах появилось большое количество похожих по тематике и форме программ. Так, на «Первом канале» в 2008 году выходила передача схожего формата «В мире людей» с Николаем Дроздовым на телеканале «Россия» примерно в то же время выходил «социальный вариант» программы — передача «Ревизор» с Борисом Соболевым, а на РЕН ТВ — передача «С. С. С. Р.: слухи, скандалы, сенсации, расследования» с Андреем Николаевым.